# Liste de jeux vidéo de mah-jong
Cette liste de jeux vidéo de mah-jong recense des jeux vidéo basés sur le mah-jong.
- Haut – A
- B
- C
- D
- E
- F
- G
- H
- I
- J
- K
- L
- M
- N
- O
- P
- Q
- R
- S
- T
- U
- V
- W
- X
- Y
- Z

## 0-9
- 3D MahJongg
- 3D Maxx Jongg[1]
- 16-Tile Mah Jongg

## A
- Age of Mahjong[2]
- AI Mahjong[3]
- AI Mahjong 2003[4]
- AI Mahjong Selection[5]
- All-Star Mahjong: Kareinaru Shōbushi Kara no Chōsen[6]
- ARC Style: Simple Mahjong 3D
- at Enta! Taisen Mahjong 2[7]
- AV2 Mahjong No.1 Bay Bridge no Seijo[8]
- AV2 Mahjong No.2 Rouge no Kaori[9]

## B
- Bakatonosama Mahjong Manyuki
- Bakuretsu Hunter: Mahjong Special[10]

## D
- Dai-Mahjong[11]
- Devilish Mahjong Tower
- Dokodemo Taikyoku: Yakuman Advance[12]
- Dragon's Eye Plus Shanghai 3

## E
- Emperor's Mahjong, The[13]

## F
- Family Mahjong
- Family Mahjong II: Shanghai e no Michi[14]

## G
- Gambler Densetsu Tetsuya: Yomigaeru Densetsu
- Gambler Jiko Chūshinha
- Gambler Jiko Chūshinha: Katayama Masayuki no Mahjong Dōjō
- Gambler Jiko Chūshinha: Ippatsu Shōbu!'
- Gambler Jiko Chūshinha: Mahjong Kōisen
- Gambler Jiko Chūshinha: Mahjong Puzzle Collection
- Gambler Jiko Chūshinha: Tokyo Mahjong Land'
- Gambler Jiko Chūshinha 2
- Gambler Jiko Chūshinha 2: Dorapon Quest
- Gambler Jiko Chūshinha 2: Gekitō! Tokyo Mahjongland Hen
- Gambler Jiko Chūshinha 2: Jisō! Ukyōgō Janshi Hen
- Game no Tatsujin: The Shanghai
- Ganso Kyūkyoku Girl 6-nin Adventure Mahjong! Dial Q wo Mawase!
- Goku Mahjong Deluxe: Mirai Senshi 21

## H
- Hai-Shin 2
- Hai-Shin 3

## I
- Ide Yosuke no Kenkō Mahjong DSi
- Ide Yosuke Meijin no Jissen Mahjong
- Ide Yosuke Meijin no Jissen Mahjong II
- Ide Yosuke Meijin no Shin Jissen Mahjong
- Ide Yosuke no Mahjong Juku
- Ide Yosuke no Mahjong Kazoku
- Ide Yosuke no Mahjong Kazoku 2
- Ide Yosuke no Mahjong Kyōshitsu
- Ide Yosuke no Mahjong Kyōshitsu GB
- Idol Mahjong: Final Romance 2
- Ikasama Mahjong
- Isseki Hacchō: Kore 1-pon de 8 Shurui!

## J
- Jangō Simulation Mahjong-dō 64
- Jangō World Cup
- Janō Tōryūmon
- Janpai Puzzle Chōkō
- Janshin Densetsu: Quest of Jongmaster
- Jantaku Boy
- Jantei Monogatari
- Jantei Monogatari 2: Uchū Tantei Deiban (Shutsudōhen et Kanketsuhen)
- Japanese Mah-jongg

## K
- Karan Koron Gakuen: Byuarabu Hen
- Karan Koron Gakuen: Doki Doki Hen
- Karan Koron Gakuen: Munekyun Hen
- Kidō Gekidan Haro Ichiza: Gundam Mahjong + Z - Sara ni Deki Ruyōni Nattana!
- Kidō Gekidan Haro Ichiza: Gundam Mahjong DS - Oyaji nimo Agarareta koto nai noni!
- Kiwame Mahjong DX II
- Kuiki Uhabi Suigō

## L
- Luxor Mahjong

## M
- Majaventure: Mahjong Senki
- Mahjong
- Mahjong, The
- Mahjong 3D: Essentials
- Mahjong 3D: Warriors of the Emperor
- Mahjong 64
- Mahjong Club
- Mahjong Cop Ryū: Shiro Ookami no Yabō
- Mahjong Cub3d
- Mahjong Dream Club
- Mahjong Gakuen 2: Gakuen-chō no Fukushū
- Mahjong Gakuen: Sotsugyōhen
- Mahjong Gokū Special
- Mahjong Goku Taisei
- Mahjong Haō: Jansō Battle
- Mahjong Haō: Kaikyū Battle
- Mahjong Haō: Taikai Battle
- Mahjong Haōden: Kaiser's Quest
- Mahjong Hōrōki Classic
- Mahjong Kyōretsuden
- Mahjong Master
- Mahjong Mysteries: Ancient Athena
- Mahjong Party: Idol to Mahjong Shōbu
- Mahjong Police
- Mah Jong Quest: Expeditions
- Mahjong Solitaire
- Mahjong Solitaire: Three Kingdoms Saga
- Mahjong Solitaire Refresh
- Mahjong Soul
- Mahjong Station Mazin
- Mahjong Taikai II
- Mahjong Taikai II Special
- Mahjong Yōchien: Tamago Gumi
- Mahjong Yōchien: Tamago Gumi 2
- MahjongGirls
- Microsoft Mahjong
- Minna de Taisen Puzzle: Shanghai Wii
- Minna no Mahjong
- Minna no Soft Series: Shanghai
- Minnasanno Okagesamadesu! Daisugorokutaikai

## N
- Nakayoshi Mahjong: Kapu Richi
- Nippon Pro Mahjong Renmei Kōnin: Shin Tetsuman
- Nippon Pro Mahjong Renmei Kōnin: Tetsuman Advance ~Menkyo Kaiden Series~

## P
- Pro Logic Mahjong Hai Shin
- Pro Mahjong Kiwame
- Pro Mahjong Kiwame II
- Pro Mahjong Kiwame III
- Pro Mahjong Kiwame 64
- Pro Mahjong Kiwame D
- Pro Mahjong Kiwame for WonderSwan
- Pro Mahjong Kiwame GB
- Pro Mahjong Kiwame GB2
- Pro Mahjong Kiwame Next
- Pro Mahjong Kiwame Plus
- Pro Mahjong Kiwame Plus II
- Pro Mahjong Kiwame Tengensenhen
- Pro Shinan Mahjong Tsuwamono 64: Jansō Battle ni Chōsen

## R
- Raku Jongg

## S
- Saibara Rieko no Dendō Mahjong
- Saibara Rieko no Mahjong Toriadama Kikō
- Sanrio Shanghai
- Shanghai (1986)
- Shanghai (2005)
- Shanghai (2007)
- Shanghai II
- Shanghai II: Dragon's Eye
- Shanghai III
- Shanghai III: Dragon's Eye
- Shanghai 3D
- Shanghai Advance
- Shanghai Amigo
- Shanghai DS 2
- Shanghai HD
- Shanghai Mini
- Shanghai Pocket
- Shanghai: Dynasty
- Shanghai: Four Elements
- Shanghai: Garyū Tenshō
- Shanghai: Great Moments
- Shanghai: Sangoku Pai Tatagi
- Shanghai: Second Dynasty
- Shanghai: Shōryū Sairin
- Shanghai: Triple-Threat
- Shanghai: True Valor
- Shiritsu Hōō Gakuen: 1-toshi Junai Kumi
- Shiritsu Hōō Gakuen: 2-toshi Junai Kumi
- Simple 2000 Series Vol. 4: The Double Mahjong Puzzle
- Simple 2000 Series Vol. 39: The Mahjong 2
- Simple 2000 Series Vol. 46: The Mahjong Ochige: Rakujong / The Mahjong Falling Game: Falljong
- Simple 2000 Ultimate Series Vol. 5: Love*Mahjong!
- Simple 2000 Ultimate Series Vol. 20: Love*Mahjong! 2
- Simple Mahjong Online
- Street Mahjong Trans-Asakami 2
- Super Price Series: Mahjong
- Super Real Mahjong Dōsōkai
- Super Shanghai 2005
- Super Zugan: Hakotenjō kara no Shōtai
- Super Zugan 2: Tsukanpo Fighter

## T
- Taisen Mahjong Haopai
- Taisen Mahjong Haopai 2
- Tel Tel Mahjong
- Tetsuman Special: Honkaku Mahjong
- Tottemo E Mahjong
- Tottemo E Mahjong Plus

## Y
- Yakuman Hōō[15]
- Yakuman Wii: Ide Yosuke no Kenkō Mahjong[16]

## Z
- Zen Nihon Bishojo Mahjong Seshuken Taikai: Heart de Ron![17]
- Zimo: Mahjong Fanatic[18]
- Zoo-tto Mahjong![19]

- Haut – A
- B
- C
- D
- E
- F
- G
- H
- I
- J
- K
- L
- M
- N
- O
- P
- Q
- R
- S
- T
- U
- V
- W
- X
- Y
- Z